# Dikobraz
Dikobraz (lat. Hystrix) je rod iz porodice većih glodavaca.
Dikobrazi se sporo kreću. Za zaštitu od grabežljivca na leđima i repu posjeduju čvrste bodlje koje su najduže od svih vrsta sisavaca. Hrane se pretežno biljnom hranom: korijenjem, lišćem, plodovima i korom drveta.

## Vrste
- Hystrix (Hystrix) africaeaustralis Peter, 1852
- Hystrix (Hystrix) africaeaustralis africaeaustralis Peter, 1852
- Hystrix (Hystrix) africaeaustralis zuluensis Roberts, 1936
- Hystrix (Hystrix) cristata Linnaeus, 1758
- Hystrix (Hystrix) indica Kerr, 1792
- Hystrix (Acanthion) brachyura Linnaeus, 1758
- Hystrix (Acanthion) brachyura brachyura Linnaeus, 1758
- Hystrix (Acanthion) brachyura bengalensis Blyth, 1851
- Hystrix (Acanthion) brachyura hodgsoni Gray, 1847
- Hystrix (Acanthion) brachyura subcristata Swinhoe, 1870
- Hystrix (Acanthion) brachyura yunnanensis Anderson, 1878
- Hystrix (Acanthion) javanica F. Cuvier, 1823
- Hystrix (Thecurus) crassispinis Günther, 1876
- Hystrix (Thecurus) pumila Günther, 1879
- Hystrix (Thecurus) sumatrae Lyon, 1907

Izvori za vrste